# Naștere

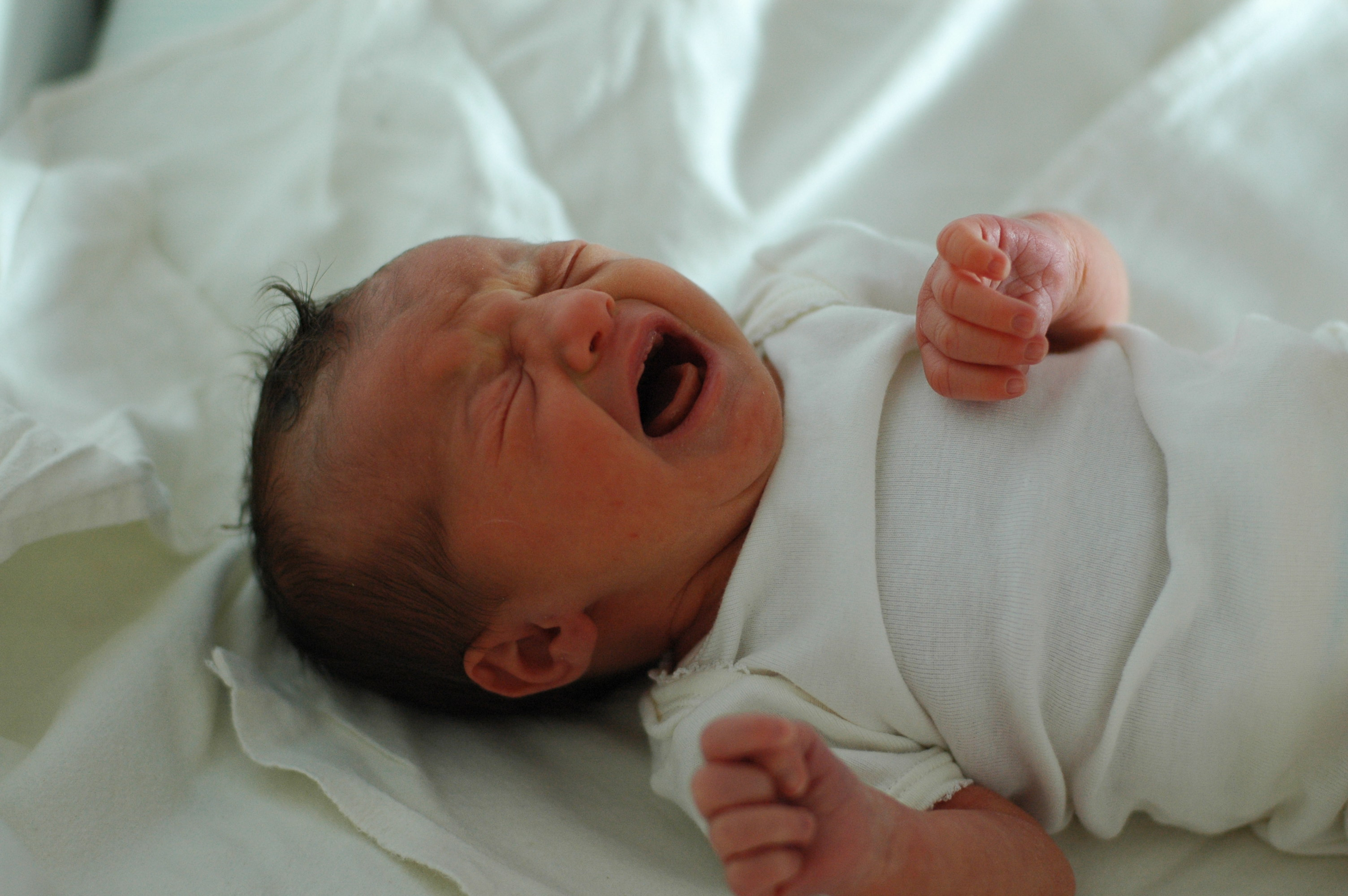
Un bebeluș nou-născut, plângând

Nașterea este actul fiziologic prin care un organism care a petrecut o perioadă de timp dezvoltându-se astfel încât să poată supraviețui pe cont propriu, se separă de organismul sau de oul în care s-a dezvoltat. Nașterea este considerată începutul vieții. La majoritatea organismelor vivipare, nașterea (mai ales partea a doua, travaliul) este adesea acompaniată de dureri atroce.

## Nașterea la bacterii și la animale

### La bacterie
La bacterii, nașterea poate surveni fie după eclozarea ouălor, fie prin diviziunea bacteriei fie pe plan neregulat, fie pe plan perpendicular, fie pe plan longitudinal.

### La animalele inferioare
La animalele inferioare, nașterea are loc fie după divizarea naturală sau forțată a organismului mamă de organismul nou-născut (ca la spongieri și râmă), fie prin ouă (ca la celenterate sau la corali).
Viermii paraziți platelminți sunt hermafrodiți și depun un număr cât mai mare de ouă. Pe când tenia își depune ouăle în organismul gazdă, alți viermi ca viermele-de-gălbează depun ouăle în bălți. Din ouă ies larve mici, care înoată. Acestea găsesc un organism pe care îl vor infesta temporar pentru a se dezvolta.
La insectele coleoptere și diptere, din ouăle depuse de femelă iese o larvă; larva crește, devine o nimfă și apoi ajunge adult. La himenoptere, matca se împerechează cu trântorii și depunde sute de ouă în fagure. După ce ies larvele, acestea sunt hrănite cu miere de către lucrătoare, până ajung adulte. La lepidoptere, puii se nasc din ouă; mai întâi sunt larve (popular omide) și se hrănesc de obicei cu frunze, mărindu-și într-un mod spectaculos dimensiunile. Omizile se acoperă apoi cu un strat protector, devin pupe și se metamorfozează, devenind fluturi adulți.

### La animalele superioare

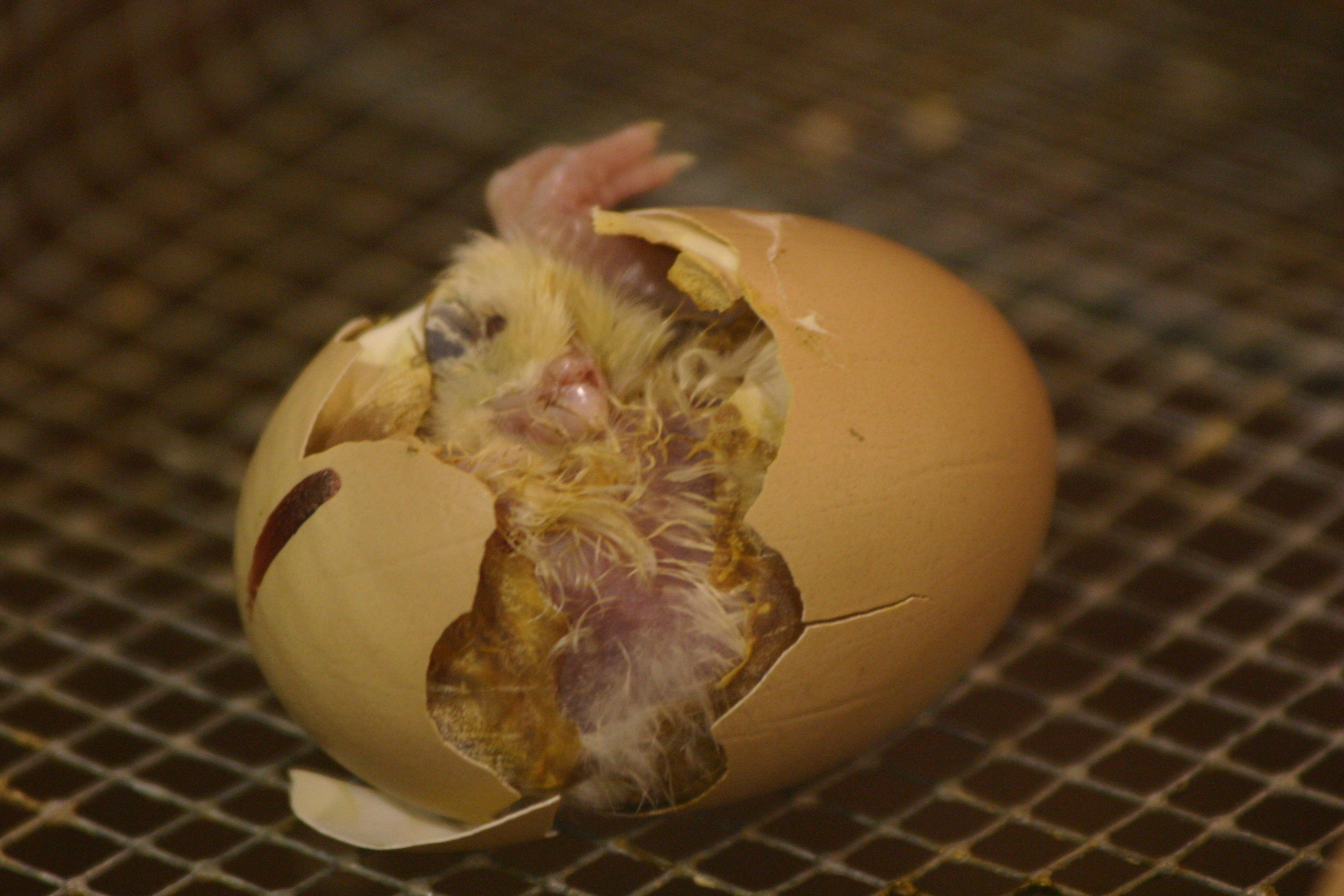
Un pui de găină ieșind din ou

La cea mai mare parte din pești, fecundația este externă și deci peștii nu nasc pui vii. Embrionii se dezvoltă în icre până când devin prea mari ca să mai încapă în ou. Atunci oul crapă și în cele din urmă se sparge, eliberând o formă primitivă a peștelui de mai târziu, larva. Larva se va dezvolta, devenind un juvete (un baboi), apoi un peștișor.
La reptile și la țestoase, fecundația este internă, chiar dacă puii eclozează tot din ouăle depuse de femelă. La broasca de lac, fecundația este tot internă iar femela depune icre. Din icre ies mormolocii, asemănători peștilor. Mormolocilor le cresc picioare, le dispare coada și devin mai târziu, broaște adulte.
La păsări, puii ies din ouăle în care s-au dezvoltat după 3 săptămâni crăpând coaja oului cu ciocul. Ornitorincul, chiar dacă este considerat mamifer, se naște tot din ouă.
Toate mamiferele nasc pui vii, mai puțin câteva mamifere inferioare care depun ouă. Puii, când sunt mici, se hrănesc cu laptele produs de mamele, iar alimentația se diversifică la 3-4 săptămâni după naștere.

## Nașterea la om
Nașterea umană este acțiunea de a aduce un copil pe lume. Fiind marcarea  punctului culminant al sarcinii, ea constă în expulzarea unuia sau mai multor fetuși din pântecul mamei sale/lor.
Nașterea, care include integral creare și naștere se derulează în trei etape. Prima este faza de expansiune/dilatare care începe cu contracții ale uterului, care apasă membrana amniotică la nivelul colului uterin. A doua fază a creației este cea de expulzare: contracții uterine sunt în creștere, mușchii abdominali se contractă, contribuind la expulzarea fătului prin vagin. Aceasta este nașterea copilului. În această etapă, fătul este încă conectat cu mama sa prin cordonul ombilical, care trebuie să fie tăiat după care la copil, prin vindecarea părții tăiate se formează buricul. Faza a treia este eliberarea, adică atunci când placenta - fosta casă a fătului - este expulzată din uter.
Nașterea este un fenomen strâns legat de umanitate, de societate. Prin urmare, procesul de naștere și toate aspectele însoțitoare din jur, variază în funcție de istoric, geografic, social și cultural. Aceste contexte influențează pozițiile de naștere, condițiile în care are loc venirea pe lume a copiilor, cu oameni din lumea medicală sau nu în jurul femeii care naște (moașă, obstetrician, tatăl, rude apropiate, etc.) și locurile de naștere (naștere asistată la domiciliu, spital, maternitate).